# Сеффер, Фёдор Афанасьевич
Сеффер Фёдор Афанасьевич (1872—?) — депутат Государственной думы Российской империи I созыва от Бессарабской губернии. Войдя в Трудовую группу, стал самым левым представителем Бессарабии в первом российском парламенте.

## Биография

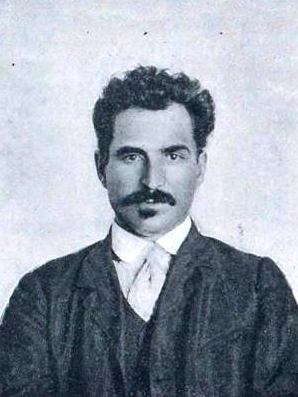
Фёдор Сеффер

Родился в 1872 году в семье крестьян. Закончил сельское двухклассное училище. Позже учился в Байрачемской учительской семинарии, в Феодосийском учительском институте. Был вольнослушателем в Дерптском университете. 
Работал помощником волостного писаря, конторщиком, учителем в Хотине и Кишинёве. Работал учителем болградского городского училища, но в феврале 1906 года был уволен без объяснения причин. В 1906 году был избран депутатом Государственной думы Российской империи I созыва. Член партии кадетов. В Думе примкнул к трудовой группе. После роспуска Думы подписал 10 июля 1906 «Выборгское воззвание», в результате был осужден по ст. 129, ч. 1, п.п. 51 и 3 Уголовного Уложения.
29 июля 1907 года квартира Сеффера была подвергнута обыску. Были изъяты отчёты о заседаниях Гос. Думы, свободно продававшиеся брошюры, наказы от крестьян. Помощник пристава, проводивший обыск, прямо указал, что Сеффер «очень нехорошо писал» о полиции. 
Сеффер был подвергнут небывалому наказанию — отлучению от жены. Так как его жена тоже учительница в том же училище, из которого Сеффер был уволен, она имела квартиру при училище. Сначала Сефферу было запрещено жить в этой квартире, а затем и приходить туда. По мнению Сеффера причина нападок в его отказе полицейским приствам «тащить их на своей спине вверх по служебной лестнице».
Дальнейшая судьба неизвестна.